# Adercosaurus vixadnexus
Adercosaurus vixadnexus — вид ящірок родини гімнофтальмових (Gymnophthalmidae). Ендемік Венесуели. Це єдиний представник монотипового роду Adercosaurus.

## Поширення і екологія
Adercosaurus vixadnexus є ендеміками тепуя Серро-Ютахе на Гвіанському нагір'ї, в штаті Амасонас. Вони живуть в гірських тропічних лісах, на висоті 1700 м над рівнем моря.